# Whittleia cimbriella
Whittleia cimbriella är en fjärilsart som beskrevs av Hans Rebel 1938. Whittleia cimbriella ingår i släktet Whittleia och familjen säckspinnare. Inga underarter finns listade i Catalogue of Life.